# بوبي ماثيوز
بوبي ماثيوز (بالإنجليزية: Bobby Mathews)‏ هو لاعب كرة قاعدة أمريكي، ولد في 21 نوفمبر 1851 في بالتيمور في الولايات المتحدة، وتوفي بنفس المكان في 17 أبريل 1898.

## وصلات خارجية
- بوبي ماثيوز على موقع دوري كرة القاعدة الرئيسي (الإنجليزية)
- بوبي ماثيوز على موقعبيزبول رفرنس.كوم (الدوري الرئيسي) (الإنجليزية)
- بوبي ماثيوز على موقعبيزبول رفرنس.كوم (الدوري الثانوي) (الإنجليزية)
- بوبي ماثيوز على موقع جمعية أبحاث البيسبول الأمريكية (الإنجليزية)
- بوبي ماثيوز على موقع مشجعي الرسوم البيانية (الإنجليزية)